# Postupimská konference

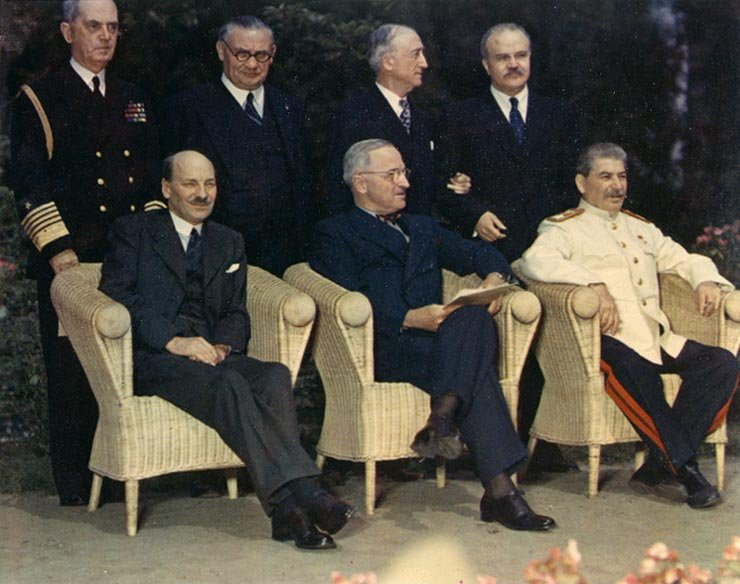
Zástupci velmocí na postupimské konferenci (sedící zleva: Clement Attlee, Harry Truman, Josif Stalin)

Postupimská konference byla závěrečná vrcholná spojenecká konference druhé světové války. Konala se v blízkosti německého města Postupim (Potsdam) nedaleko Berlína na zámku Cecilienhof. Trvala od 17. července do 2. srpna 1945. Tehdy byly boje v Evropě už skončeny, zatímco v Tichomoří válka ještě probíhala.
Konference se účastnili prezident Harry Truman za Spojené státy, (zprvu) premiér Winston Churchill za Spojené království a diktátor Josif Stalin za Sovětský svaz. Oficiálními účastníky konference byli také ministři zahraničí všech tří mocností. Churchill přijel na konferenci ještě jako úřadující premiér své země, avšak v očekávání výsledků voleb do Dolní sněmovny konaných 3. července 1945. Konečný součet hlasů dne 26. 7. přinesl nečekanou Churchillovu prohru a 28. 7. ho v Postupimi vystřídal nový premiér Clement Attlee.
Předmětem konference byla zejména poválečná správa Německa, které o devět týdnů dříve, 8. května 1945, bezpodmínečně kapitulovalo, a také uspořádání a rekonstrukce válkou poničené Evropy. Obě západní delegace ve finále vedli diplomaticky poměrně nezkušení státníci (Truman a Attlee), což přispělo k vysoké úspěšnosti sovětských požadavků ze strany Stalina a Molotova.

## Výsledky konference

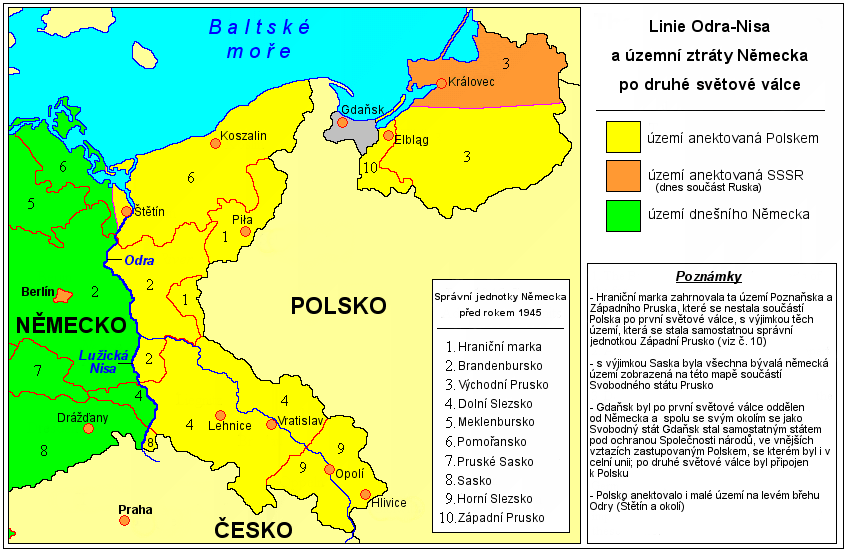
Nová německo-polská hranice na linii Odra-Nisa

### Postupimská dohoda
Hlavním výsledkem konference byla Postupimská dohoda, ve které jsou stanoveny následující závěry:
- Veškeré německé anexe po roce 1937 budou vráceny zpět, Rakousko bude opět odděleno od Německa.
- Pro spojeneckou okupaci Německa byly stanoveny hlavní cíle: demilitarizace, denacifikace, demokratizace a demonopolizace. (= program 4D)
- Rozdělení Německa a Rakouska do čtyř okupačních zón (viz okupační zóny Německa a okupační zóny Rakouska).
- Některým státům byly stanoveny nové státní hranice, přičemž např. Československo ztratilo Podkarpatskou Rus ve prospěch SSSR; zvláště velmi sporná otázka polských hranic byla řešena dočasně a konečné řešení bylo ponecháno na konečnou mírovou dohodu, která se však vinou SSSR nikdy nekonala a tento problém byl definitivně vyřešen až Smlouvou o konečném uspořádání ve vztahu k Německu z roku 1990.
- Byl uznán požadavek na organizovaný odsun Němců (který již probíhal, avšak živelným způsobem – tzv. „divoký odsun“)[1] zůstávajících mimo německé hranice (viz též vysídlení Němců z Československa).
- Okupujícím mocnostem byla přiznána možnost čerpání válečných reparací z vlastních zón (týkalo se hlavně Sovětského svazu).

### Postupimská deklarace
Druhou částí ujednání byla tzv. Postupimská deklarace, která vyzývala Japonsko ke kapitulaci. Deklaraci podepsali 26. července americký prezident Harry Truman, britský premiér Winston Churchill a čínský vůdce Čankajšek. Sovětský svaz v té době nebyl s Japonskem ve válečném stavu. V deklaraci se stanovují podmínky pro případnou japonskou kapitulaci a Japonsku se vyhrožuje naprostým zničením, pokud nekapituluje.

### Další témata
V průběhu konference se Truman Stalinovi obecně zmínil o „mocné nové zbrani“. Stalin, který již o amerických jaderných zbraních věděl, Trumana v použití libovolné zbraně, která by zkrátila válku proti Japonsku, podpořil.